# Maciste alpino
Maciste alpino és una pel·lícula italiana muda en blanc i negre del 1916 dirigida per Luigi Romano Borgnetto i Luigi Maggi i protagonitzada per Bartolomeo Pagano en el paper de Maciste.

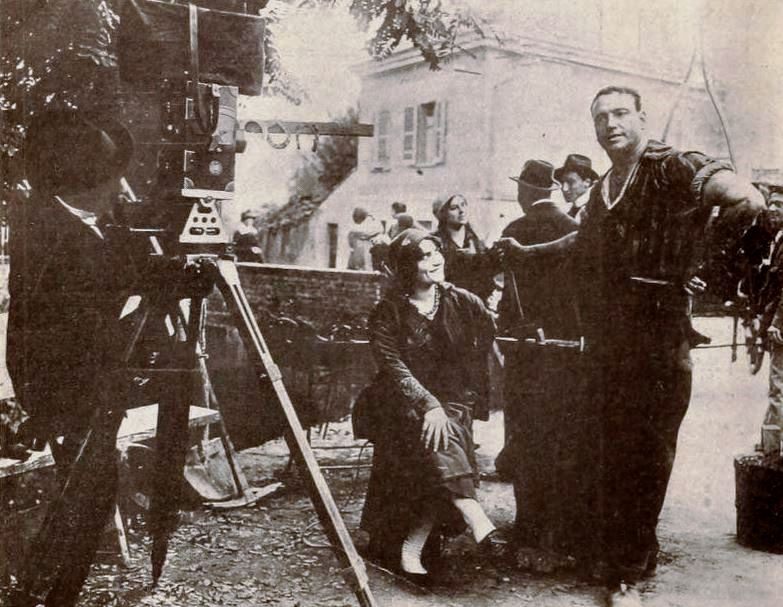
Rodatge de la pel·lícula

## Trama
És l'any 1916. El regne d'Itàlia està implicat en plena Primera Guerra Mundial en lluita contra les tropes de l'Imperi Austrohongarès. El gegant Maciste sent que no en pot mantenir-se al marge i s'allista a l'exèrcit italià en la campanya dels Alps.

## Repartiment
- Bartolomeo Pagano: Maciste
- Valentina Frascaroli: Giulietta
- Enrico Gemelli: comte de Pratolungo
- Marussia Allesti: contessa de Pratolungo
- Felice Minotti
- Fido Schirru: Fritz Pluffer
- Evangelina Vitaliani

## Producció
Aquesta és una de les primeres de les moltes pel·lícules dedicades al personatge de Maciste, que va néixer gràcies a Giovanni Pastrone a Cabiria de 1914 i que va tenir un gran èxit a Itàlia i fins i tot a l'estranger per l'actor Pagano (estibador primer i després cap d'avantguarda) i el nom del qual es deu a Gabriele D'Annunzio que va crear així un neologisme que encara s'utilitza avui dia.
La pel·lícula no està lluny del que serà (a excepció de Maciste all'ferno) una sèrie de tipus situacionista i tendència a l'evasió. De fet, la guerra no s'aborda en els seus aspectes crítics, i molt menys en els sagnants.

## Distribució
Fins ara, hi ha disponibles 2 pel·lícules i diverses reproduccions.
La 71a Mostra Internacional de Cinema de Venècia el 26 d'agost de 2014 va previsualitzar l'exemplar restaurat per la mateixa Biennal amb la col·laboració del Museu nacional del cinema de Torí.